# Daphne rodriguezii
Daphne rodriguezii es una especie de planta leñosa perteneciente a la familia Thymelaeaceae.

## Descripción
Es un subarbusto que alcanza un tamaño de hasta de 0,5 m de altura, intricado, con abundantes ramas laterales leñosas, cortas, algunas –al desprenderse la corteza– subpungentes. Tallos no densamente foliados, grisáceos; los del año, con pelos adpresos –de  0,2 mm–; los viejos, glabros. Hojas 7-15 x 2-5 mm, ± arrosetadas y dispuestas en ramitos cortos –braquiblastos–, y también esparcidas en los tallos alargados del año, las primeras del año de suborbiculares a obovadas, las demás de obovadas a elípticas, de ápice ± redondeado y atenuadas en la base, todas persistentes, coriáceas, de un verde obscuro y brillantes por el haz, pálidas y punteadas por el envés, con el margen revoluto y provisto –lo mismo que la parte basal del nervio medio por el envés– de pelos rectos –de   0,2 mm, con base ± pustulada–. Inflorescencias terminales –pero que pronto son rebasadas por los tallos del año que continúan creciendo– y, en menor medida, en braquiblastos, formando un fascículo de 1-3(5) flores, a veces con alguna hoja bracteiforme –en realidad, escamas de la yema hibernante–. Flores (7)8-11 mm de longitud, subsésiles. Hipanto 5-8 mm, persistente, pubescente por fuera, verdusco –a veces con tinte púrpura–. Sépalos (1,5)2-4 mm, ovados o elípticos, obtusos, pubescentes por fuera, blancos o de color crema. Fruto de 5 mm, carnoso, globoso, muy esparcidamente peloso, rojizo o anaranjado, incluido en el hipanto hasta la madurez. Semilla de 4 x 3, ovoidea.

## Distribución y hábitat
Se encuentra en el matorral denso –maquí–, litoral y muy venteado, sobre terrenos arenosos o pedregosos; a una altitud de 10- 50 metros en la costa E de Menorca –raro en el S de la isla– e islote próximo de Colom.

## Taxonomía
Daphne rodriguezii fue descrita por Juan Texidor y Cos y publicado en Revista de los Progresos de las Ciencias Exactas, Físicas y Naturales 18: 640. 1869.
Citología
Número de cromosomas de Daphne rodriguezii (Fam. Thymelaeaceae) y táxones infraespecíficos: 2n=18
Etimología
Daphne; nombre genérico que lo encontramos mencionado por primera vez en los escritos del médico, farmacéutico y botánico griego que practicaba en la antigua Roma; Dioscórides (Anazarba, Cilicia, en Asia Menor, c. 40 - c. 90). Probablemente en la denominación de algunas plantas de este género se recuerda la leyenda de Apolo y Dafne. El nombre de Daphne en griego significa "laurel", ya que las hojas de estas plantas son muy similares a las del laurel.
rodriguezii: epíteto  otorgado en honor del botánico español Juan Joaquín Rodríguez y Femenías.
Sinonimia
- Daphne vellaeoides Barb.Rodr.	[5]